# Luc Beyens
Luc Beyens (Lommel, 27 maart 1959) is een Belgisch voormalig voetballer en oud-international en na zijn loopbaan voetbalcoach werd.

## Carrière
Beyens debuteerde bij Lommel SK en trok nadien voor twee jaar naar FC Turnhout. Zijn doorbraak kwam er echter pas in 1980, toen hij debuteerde bij tweedeklasser La Louvière. Na één seizoen voor de Henegouwers verhuisde Beyens naar SK Tongeren dat toen net naar Eerste Klasse promoveerde. Hij werd er een ploegmaat van onder meer Rudi Vossen en Lei Clijsters. Beyens groeide uit tot een van de sterkhouders van Tongeren, maar kon niet voorkomen dat de club in 1982/83 als voorlaatste eindigde.
Er volgde een kleine leegloop bij Tongeren en Beyens zelf trok naar het Club Brugge van trainer Georg Kessler. Beyens, die zowel in de verdediging als op het middenveld uit de voeten kon, kwam amper aan spelen toe. Pas enkele jaren later, na de komst van Henk Houwaart, slaagde Beyens er in om meer speelkansen af te dwingen. Dat was ook toenmalig bondscoach Guy Thys niet ontgaan. Hij riep Beyens in 1987 twee keer op voor de nationale ploeg.
Beyens werd met zijn doorzettingsvermogen een belangrijke pion bij Club Brugge. Hij bleef tot 1992 in West-Vlaanderen, waar hij op het einde niet veel meer speelde. De blonde middenvelder verkaste naar KRC Genk en werd er een collega van onder meer Patrick Goots, Suad Katana en Gert Claessens. Genk was in die dagen een club die om het behoud voetbalde. In 1993/94 kenden Beyens en zijn ploegmaats een rampjaar. De club wisselde voortdurend van trainer en werd uiteindelijk laatste. Beyens zette een punt achter zijn loopbaan als voetballer en werd voetbalcoach.

## Trainer
Beyens begon als trainer bij Wezel Sport en trok nadien naar streekgenoot KSC Hasselt. Beyens werd nadien jeugdtrainer bij zijn ex-club Lommel SK. De club ging nadien een fusie aan en veranderde haar naam in KVSK United. Bij United werd hij in oktober 2003 hoofdtrainer, als opvolger van Rudi Tielemans. Op het einde van het seizoen 2004/05 werd Beyens bedankt voor bewezen diensten.
KVC Willebroek-Meerhof werd zijn volgende halte, nadien was hij nog werkzaam in Maasmechelen en bij Excelsior Veldwezelt. In januari 2010 volgde hij René Desaeyere op als coach van zijn ex-club FC Turnhout. In september 2010 werd hij aan de deur gezet als coach. In 2011 werd Beyens hoofdtrainer bij VC Herentals. De Limburger loodste de club in drie seizoenen van de Antwerpse tweede provinciale naar vierde klasse. In januari 2015 werd Beyens ontslagen omwille van de slechte resultaten.